# Cerro Caliente
Cerro Caliente är en ort i Mexiko.   Den ligger i kommunen Santiago Jocotepec och delstaten Oaxaca, i den sydöstra delen av landet, 400 km sydost om huvudstaden Mexico City. Cerro Caliente ligger 92 meter över havet och antalet invånare är 273.
Terrängen runt Cerro Caliente är huvudsakligen kuperad, men österut är den platt. Cerro Caliente ligger nere i en dal. Runt Cerro Caliente är det ganska glesbefolkat, med 23 invånare per kvadratkilometer. Närmaste större samhälle är San José Río Manzo, 8,1 km nordost om Cerro Caliente. Omgivningarna runt Cerro Caliente är en mosaik av jordbruksmark och naturlig växtlighet.